# Carrara
Carrara je italské město v oblasti Toskánsko, jedno ze dvou center provincie Massa-Carrara. Carrara sousedí s obcemi Fivizzano, Fosdinovo, Massa, Ortonovo (SP) a Sarzana (SP).
Carrara je světoznámá svými lomy na mramor, ze sněhobílého kararského mramoru tesal například Michelangelo. Město má také silnou anarchistickou tradici, během druhé světové války bylo město osvobozeno od fašismu anarchistickými partyzány a v roce 1968 zde vznikla Internacionála anarchistických federací.

## Vývoj počtu obyvatel
Počet obyvatel

## Osobnosti města
- Pietro Tacca (1577 – 1640), architekt a sochař
- Andrea Bolgi (1605 – 1656), sochař
- Domenico Guidi (1625 – 1701), barokní sochař
- Giovanni Baratta (1670 – 1747), barokní sochař
- Gianluigi Buffon (* 1978), fotbalový brankář

## Partnerská města
- Grasse, Francie
- Ingolstadt, Německo
- Jerevan, Arménie
- Kragujevac, Srbsko
- Opole, Polsko